# Ablabio Murena
Ablabio Murena  fue un militar romano mencionado en la Historia Augusta. Está considerado ficticio por los modernos historiadores.

## Carrera pública
La Historia Augusta dice que fue prefecto del pretorio durante el gobierno del emperador Valeriano, aunque los modernos historiadores lo consideran ficticio.